# خوان أغيري (لاعب كرة قدم)
خوان أغيري (بالإسبانية: Juan Aguirre)‏ هو لاعب كرة قدم كولومبي في مركز الدفاع، ولد في 1996 في ميديلين في كولومبيا. لعب مع نادي ليونيس.

## وصلات خارجية
- خوان أغيري على موقع قاعدة بيانات كرة القدم.إي يو (الإنجليزية)
- خوان أغيري على موقع Soccerway.com (الإنجليزية)